# Phascolosoma rueppellii
Phascolosoma rueppellii är en stjärnmaskart som beskrevs av Grnbe 1868. Phascolosoma rueppellii ingår i släktet Phascolosoma och familjen Phascolosomatidae. Inga underarter finns listade i Catalogue of Life.